# Тэгу (стадион)
Стадион «Тэгу» (кор. 대구스타디움, англ. Daegu Stadium, альтернативное название — Blue Arc («голубая арка»), прежнее название — Daegu World Cup Stadium) — футбольный и легкоатлетический стадион, расположенный в округе Сусён-ку города Тэгу, Южная Корея. Является домашним стадионом футбольного клуба «Тэгу». На нём проходили матчи Чемпионата мира по футболу 2002 года, соревнования летней Универсиады 2003 года и Чемпионата мира по лёгкой атлетике 2011 года.

## Общая информация
Строительство стадиона было завершено в мае 2001 года, а открытие состоялось 28 июня 2001 года. Генеральным подрядчиком являлась корпорация Samsung. Стоимость работ составила $265 млн. Это крупнейший стадион в Южной Корее, на котором проходили матчи ЧМ-2002. С 2003 года на нём проводятся домашние матчи футбольного клуба «Тэгу». Первоначальное название — Daegu World Cup Stadium, было изменено на нынешнее 5 марта 2008 года.
Стадион является городской собственностью. Расположен в 11 километрах от аэропорта Тэгу. На его территории находится парковка на 3550 машиномест.
Футбольное поле имеет стандартные размеры 105 x 68 метров, с натуральным травяным газоном. Вокруг поля расположены легкоатлетические дорожки из полиуретана.

## Конструкция
Архитектор проекта — Kang Cheol-Hee (Idea Image Institute of Architects).
Проектированием основных конструкций (кроме крыши) занималась компания «Seoul Structure». Конструкция крыши проектировалась инженерами международной фирмы WS Atkins. Крыша состоит из двух секций, удерживаемых двумя наклонными стальными стропильными арками длиной по 273 метра, и 13 вторичными арками, опирающимися на наклонные колонны по периметру. Высота крыши — 28,7 метров. Масса её стальных конструкций составляет 4350 тонн. Навес выполнен из стекла с тефлоновым покрытием. Моделирование формы крыши и расчёт её механических характеристик (прочности, растяжимости и т. д.) выполнен компанией Tensys, а исследования в аэродинамической трубе для оценки ветровой нагрузки проводились в компании BTM Limited.

## Матчи ЧМ-2002
| Дата       | Команда 1        | Результат | Команда 2 | Раунд        |
| ---------- | ---------------- | --------- | --------- | ------------ |
| 2002-06-06 | Дания            | 1-1       | Сенегал   | Группа A     |
| 2002-06-08 | Словения         | 0-1       | ЮАР       | Группа B     |
| 2002-06-10 | Республика Корея | 1-1       | США       | Группа D     |
| 2002-06-29 | Республика Корея | 2-3       | Турция    | за 3-е место |